# آلکوسک
آلکوسک (انگلیسی: AlgoSec) شرکت فناوری اطلاعات آمریکایی است، که در سال ۲۰۰۴ تأسیس شد.